# Къща музей „Георги Измирлиев“
Измирлиевата къща е възрожденска постройка, паметник на културата в Благоевград, България. Къщата е родният дом на революционера Георги Измирлиев (1851 – 1876) и в 1976 година тя е превърната в музей под името Къща музей „Георги Измирлиев“.
Изградена е в махалата Вароша вероятно в 1830 – 1835 година. Представлява малка сграда, свързана с комшулук на юг с църквата „Въведение Богородично“. В 1954 година река Бистрица приижда и нанася големи щети на къщата, поради които по-късно тя е разрушена. Съхранени са само резбования таван и част от вътрешното обзавеждане. Реконструкцията ѝ започва в началото на 60-те години на XX век. Възстановена е в 1976 година точно по макет, изготвен от учителя Филип Стойчев на базата на проучванията за жилищен интериор на средно заможна градска къща в Горна Джумая от края на ХІХ век, и отваря врати като музей. Втора реконструкция е направена през 90-те години. Сегашната експозиция (2024 г.) е създадена в 1996 година във връзка с честването на 120 години от Априлското въстание. Състои се от две части: етнографска и фотодокументална. На втория етаж е възстановен интериорът на къщата от края на ХІХ век – маша, огниво, свещник, газена лампа, софра, глинени паници, долап за печене на кафе, бакъри, гюмове, кърпи за покриване на стомните и котлите. В нея е пренесен и запазеният оригинален дърворезбован таван на гостната стая. В стаята за багаж има хоризонтален тъкачен стан и мъжки и женски градски костюми. От оригиналните вещи на семейство Измирлиеви са изложени албум, чашки, нож. Фотоекспозицията показва жизнения път на революционера. Лятно време на двора работи открита галерия, където свои картини излагат художници от Пиринска Македония.